# Bloomdale
Bloomdale es una villa ubicada en el condado de Wood en el estado estadounidense de Ohio. En el Censo de 2010 tenía una población de 678 habitantes y una densidad poblacional de 391,3 personas por km².

## Geografía
Bloomdale se encuentra ubicada en las coordenadas 41°10′16″N 83°33′13″O / 41.17111, -83.55361. Según la Oficina del Censo de los Estados Unidos, Bloomdale tiene una superficie total de 1.73 km², de la cual 1.72 km² corresponden a tierra firme y (0.6%) 0.01 km² es agua.

## Demografía
Según el censo de 2010, había 678 personas residiendo en Bloomdale. La densidad de población era de 391,3 hab./km². De los 678 habitantes, Bloomdale estaba compuesto por el 98.08% blancos, el 0% eran afroamericanos, el 0% eran amerindios, el 0.29% eran asiáticos, el 0% eran isleños del Pacífico, el 0.29% eran de otras razas y el 1.33% pertenecían a dos o más razas. Del total de la población el 2.65% eran hispanos o latinos de cualquier raza.